# Тихон (Воинов)
Митрополит Тихон (в миру Тимофей Васильевич Воинов; 21 февраля 1655, Нижний Новгород — 24 марта 1724, Казань) — епископ Русской православной церкви, митрополит Казанский и Свияжский.

## Биография
Родился 21 февраля 1655 года в Нижнем Новгороде, в приходе Димитрия Солунского, расположенном в центре города возле Дмитриевских ворот Нижегородского Кремля. В 1659 году его родители умерли от эпидемии чумы. После этого его воспитывала тётка Наталья.
Когда ему исполнилось 17 лет, тетка хотела его женить, но Тимофей тайно ушёл в Никольский монастырь, находившийся в 60 верстах от Нижнего Новгорода. Через полгода он был найден и возвращён домой.
В 1676 или 1677 году тётка Наталья умерла. Тимофей раздал своё имущество в нижегородские храмы, монастыри и нищим и поступил в братию Благовещенского монастыря в Нижнем Новгороде. Там 8 апреля 1677 года настоятель монастыря архимандрит Пафнутий постриг его в монашество с именем Тихон в честь святителя Тихона Амафунтского.
В 1678 года архимандрит Пафнутий скончался. Новый настоятель, иеромонах Иринарх, для возведения в сан архимандрита отправился в Москву и взял с собой монаха Тихона. Монаха Тихона представили патриарху Иоакиму и оставили при Патриаршем доме.
9 декабря 1678 года митрополитом Ростовским Ионой (Сысоевичем) был рукоположен в иеродиакона. 3 июля 1679 года был назначен патриаршим ризничим.
В 1682 году иеродиакон Тихон участвовал в коронации царей Иоанна Алексеевича и Петра Алексеевича и провожал их в алтарь Успенского собора для причащения.
20 февраля 1692 года уже Патриархом Адрианом был рукоположен в сан иеромонаха, а 3 апреля того же года возведён в сан архимандрита Московского Новоспасского монастыря.
21 апреля 1695 года хиротонисан во епископа Сарского и Подонского (Крутицкого) с возведением в сан митрополита.
25 марта 1699 года переведён на должность митрополита Казанского и Свияжского.
Миссионерскую деятельность в Казанской епархии усилиями митрополита Тихона впервые после святителя Гермогена значительно оживилась. Ранее казанские митрополиты про неё почти не вспоминали. Царь Пётр I, отправляя митрополита Тихона на Казанскую кафедру, призывал его просвещать крещением марийцев (тогда их именовали черемисами), проживающих на территории Казанской епархии, «обнадеживая его великою государя милостию и льготными годы». Указы о новых льготах новокрещённым последовали в 1713 и 1720—1722 годах. Благодаря активной деятельности помощников Казанского митрополита — соборного ключаря Феодора Федорова и его сына иеромонаха Алексия Раифского, владевшими языком марийцев было обращено за двадцать лет несколько тысяч черемис. Для новокрещённых марийцев было сооружено семь храмов.
В 1707—1709 году по инициативе митрополита Тихона в Казани для сыновей новокрещённых действовала новокрещённая школа. Первыми её учениками стали 32 мальчика, в большинстве своём чуваши. По Часослову их обучали русской письменности, а также церковному пению. Митрополит надеялся, что таким образом сможет воспитать и дать начальное образование клирикам, знающим языки инородцев. Изъ 32 учеников пятеро «совсем обучились, 20 выучили часослов и 7 померли». В 1709 году по распоряжению графа П. М. Апраксина школа была закрыта и ученики её распущены по домам, «для того, что оные, новокрещенные дёти будучи в Казани без отцов и матерей своих, зачали помирать, а другие заболели». Для миссионерской деятельности среди чувашей он основывает Успенский Болгарский монастырь и Ильинскую пустынь.
В начале 1719 года посетил марийские деревни и вскоре написал Петру I письмо, в котором предложил освобождать пожелавших принять крещение мусульман и язычников на три года от подушной подати и казённых работ, а взятых в рекруты освобождать от армейской службы. Данное начинание было поддержаны властями: 2 ноября 1722 года Пётр I своим указом освободил новокрещённых от рекрутчины, а затем последовал дополнительный указ Сената, освободивший новокрещённых марийцев на три года от налогов.
В период его управления Казанской епархией были крещены ещё 438 марийцев. Для усиления миссионерской деятельности среди марийцев митрополит Тихон между 1720 и 1724 годами восстановил запустелый Юнгинский Спасский монастырь, который позднее стал одним из центров миссионерской деятельности.
В Казанской епархии митрополит Тихон вел также усиленную борьбу с расколом, который был сильно распространён в его епархии.
В январе 1724 года митрополит Тихон просил синод об увольнении его, за старостью и болезнями, от заведования всякого рода сборами и исполнения по различным указам, относящимся до управления епархии, что и было синодом уважено.
Скончался 24 марта 1724 года. Погребён в соборной Казанской церкви. Большую часть своего имущества он завещал на построение храмов и монастырей.